# Magnesia aan de Sipylos
Magnesia aan de Sipylos, Oudgrieks: Μαγνησία ἡ ὑπὸ Σιπύλῳ; Latijn: Magnesia ad Sipylum, was een stad in Lydië, die ongeveer 65 km ten noordoosten van Smyrna, aan de rivier Hermus aan de voet van de Sipylos lag. Tegenwoordig ligt hier Manisa, een stad in Turkije.
Er wordt geen melding van de stad gemaakt tot in 190 v.Chr., toen Antiochus III de Grote in de Slag bij Magnesia door Romeinse consul Lucius Cornelius Scipio Asiaticus werd verslagen. Het werd in de tijd van het Romeinse Rijk een belangrijke stad. Toen het bijna vernietigd was door een aardbeving onder de regering van Tiberius, in 17 n. Chr., liet hij ervoor zorgen dat de stad werd hersteld. Het was een van de weinige steden in dit deel van Klein-Azië dat onder de Turkse regering bleef bloeien. Het beroemdste overblijfsel uit de klassieke oudheid is de Niobe van Sipylus ongeveer 6 km ten oosten van de stad, weliswaar in de bergen, maar nog niet erg hoog. Dit is een kolossaal gezeten beeld van Hittische oorsprong dat is uitgesneden in een nis in de rots. Dit was misschien het door Pausanias vermelde eeuwenoude standbeeld van de Moeder van de Goden van Broteas, zoon van Tantalus, waar ook Homerus over heeft geschreven. Vlakbij liggen veel overblijfselen van een primitieve stad en ongeveer een kilometer ten oosten daarvan de zetel in de rotsen die soms met de door Pausanias vermelde Troon van Pelops wordt geïdentificeerd. Er zijn ook de warme bronnen en een heilige grot van Apollo.